# Ставрополка
Ставрополка (каз. Ставрополка) — село в районе имени Габита Мусрепова Северо-Казахстанской области Казахстана. Село входит в состав Ломоносовского сельского округа. Код КАТО — 596647300.

## География
Расположено на правом берегу реки Ишим, по ходу течения. Левый берег скалистый, местами отвесные скалы достигают высоты 15-20м.

## Население
В 1999 году численность населения села составляла 833 человека (411 мужчин и 422 женщины). По данным переписи 2009 года, в селе проживало 666 человек (313 мужчин и 353 женщины).

## История
Село основано в 1907 году выходцами с Украины.